# DCTN2
DCTN2 (англ. Dynactin subunit 2) – білок, який кодується однойменним геном, розташованим у людей на короткому плечі 12-ї хромосоми. Довжина поліпептидного ланцюга білка становить 401 амінокислот, а молекулярна маса — 44 231.
| 10         |  | 20         |  | 30         |  | 40         |  | 50         |
| ---------- |  | ---------- |  | ---------- |  | ---------- |  | ---------- |
| MADPKYADLP |  | GIARNEPDVY |  | ETSDLPEDDQ |  | AEFDAEELTS |  | TSVEHIIVNP |
| NAAYDKFKDK |  | RVGTKGLDFS |  | DRIGKTKRTG |  | YESGEYEMLG |  | EGLGVKETPQ |
| QKYQRLLHEV |  | QELTTEVEKI |  | KTTVKESATE |  | EKLTPVLLAK |  | QLAALKQQLV |
| ASHLEKLLGP |  | DAAINLTDPD |  | GALAKRLLLQ |  | LEATKNSKGG |  | SGGKTTGTPP |
| DSSLVTYELH |  | SRPEQDKFSQ |  | AAKVAELEKR |  | LTELETAVRC |  | DQDAQNPLSA |
| GLQGACLMET |  | VELLQAKVSA |  | LDLAVLDQVE |  | ARLQSVLGKV |  | NEIAKHKASV |
| EDADTQSKVH |  | QLYETIQRWS |  | PIASTLPELV |  | QRLVTIKQLH |  | EQAMQFGQLL |
| THLDTTQQMI |  | ANSLKDNTTL |  | LTQVQTTMRE |  | NLATVEGNFA |  | SIDERMKKLG |
| K          |  |            |  |            |  |            |  |            |

A: Аланін

C: Цистеїн

D: Аспарагінова кислота

E: Глутамінова кислота

F: Фенілаланін

G: Гліцин

H: Гістидин

I: Ізолейцин

K: Лізин

L: Лейцин

M: Метіонін

N: Аспарагін

P: Пролін

Q: Глутамін

R: Аргінін

S: Серин

T: Треонін

V: Валін

W: Триптофан

Кодований геном білок за функцією належить до фосфопротеїнів. 
Задіяний у таких біологічних процесах, як ацетилювання, альтернативний сплайсинг. 
Локалізований у цитоплазмі, цитоскелеті, мембрані.